# Nutzungsfläche
Unter der Nutzungsfläche (kurz NUF) nach DIN 277, bis 2016 Nutzfläche (NF), eines Gebäudes versteht man den Anteil der Geschossfläche, der entsprechend der Zweckbestimmung des Bauwerks genutzt wird. Nicht zur Nutzfläche gehören Verkehrsflächen (VF) wie Eingangsbereiche, Treppenräume, Aufzüge und Flure, Technikflächen (TF) (Heizungsraum, Maschinenräume, technische Betriebsräume) und die Konstruktions-Grundflächen (KGF) des Gebäudes wie Wände und Stützen.
Die DIN 277 (Grundflächen und Rauminhalte im Bauwesen - Teil 1: Hochbau) definiert in Tz. 3.1.4 die Nutzungsfläche als: die Teilfläche der Netto-Raumfläche (NRF), die der wesentlichen Zweckbestimmung des Bauwerks dient.

## Nutzungsfläche von Gebäuden gemäß DIN 277 (2016)
Die Nutzungsflächen werden nach der DIN 277 in sieben Nutzungsflächen unterteilt und nach ihren Funktionen gegliedert:
1. Wohnen und Aufenthalt
2. Büroarbeit
3. Produktion, Hand- und Maschinenarbeit, Experimente
4. Lagern, Verteilen und Verkaufen
5. Bildung, Unterricht und Kultur
6. Heilen und Pflegen
7. Sonstige Nutzungen